# Podomyrma femorata
Podomyrma femorata är en myrart som beskrevs av Smith 1859. Podomyrma femorata ingår i släktet Podomyrma och familjen myror. Inga underarter finns listade i Catalogue of Life.